# استدلال إحصائي

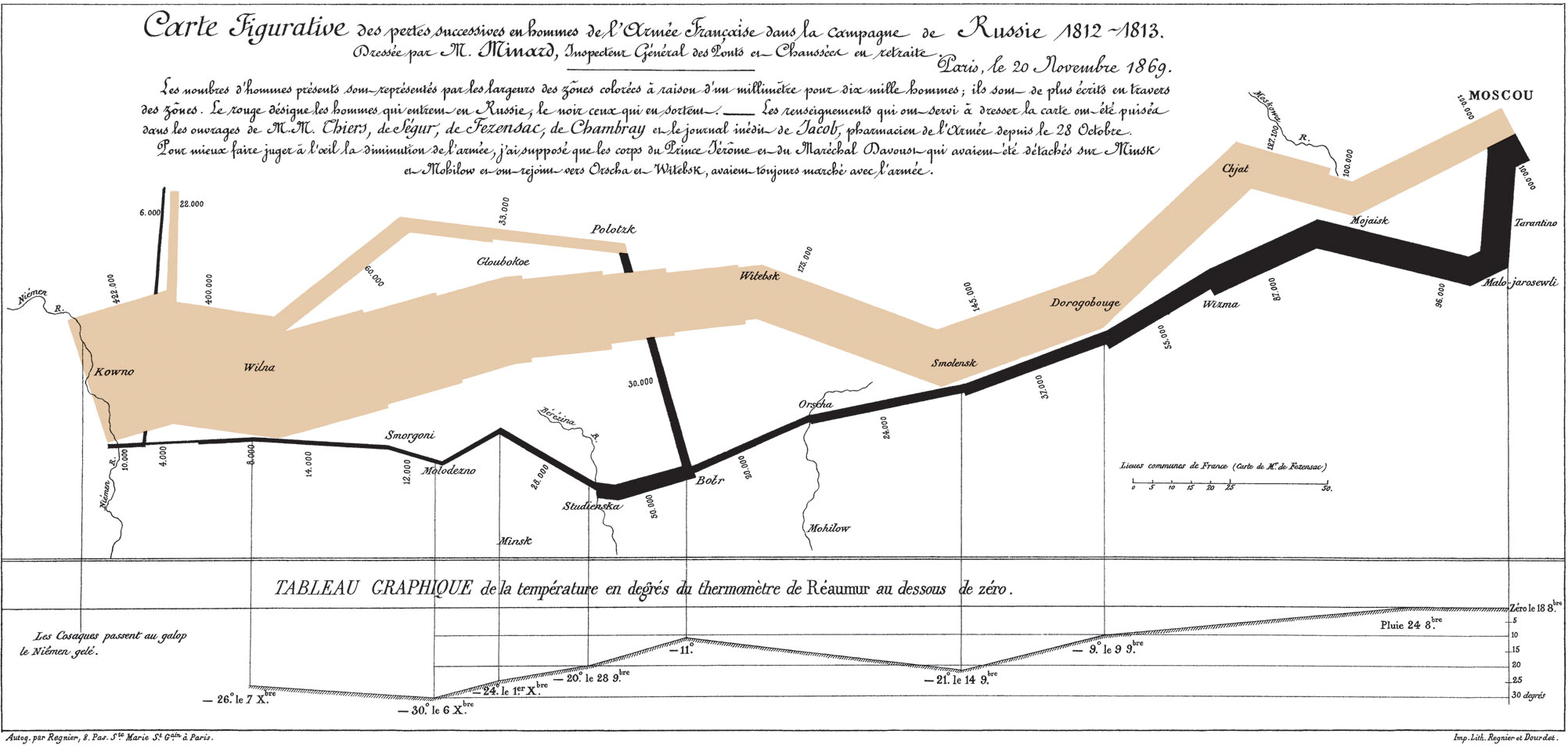

الاستدلال الإحصائي أو استقراء إحصائي أو البحث الإحصائي (بالإنجليزية: Statistical inference)‏ يشمل استخدام الإحصاءات وأخذ العينات العشوائية للحصول على استنتاجات بشأن بعض الجوانب المجهولة للمجتمع. وهو يختلف عن الإحصاءات الوصفية.
و هناك مدرستان للاستدلال الإحصائي هما الاحتمالية التكرارية (بالإنجليزية: frequency probability)‏، والاستدلال البايزي (بالإنجليزية: Bayesian inference)‏.

## التعريف
الاستدلال الإحصائي هو استدلال عن السكان من خلال أخذ عينة عشوائية منه، وبشكل أعم، هو عملية عشوائية من سلوك ملاحظ خلال فترة محدودة من الزمن.و يمكن تعريف الاستدلال الإحصائي بأنه الاجراء (أو العملية) التي يتم من خلالها الحصول على معلومات والوصول (إطلاق) احكام عن المجتمع من خلال العينة. وهو يشمل:
1. تقدير القيمة الواحدة
2. تقديرالفاصل الزمني
3. اختبار الفرضية (أو اختبار المعنوية الاحصائية)
4. التنبؤ

## الاستدلال التنبؤي
الاستدلال التنبؤي هو نهج للاستدلال الإحصائي الذي يؤكد على التنبؤ بالملاحظات المستقبلية بناءً على الملاحظات الماضية. في البداية، كان الاستدلال التنبؤي يعتمد على معلمات "يمكن ملاحظتها" وكان هو الغرض الرئيسي من دراسة الاحتمال، لكنه لم يعد صالحًا في القرن العشرين بسبب نهج حدودي جديد ابتكره برونو دي فينيتي. وقد صاغ هذا النهج الظواهر على أنها نظام فيزيائي تمت ملاحظته عن طريق الخطأ (على سبيل المثال، الميكانيكا السماوية). فكرة دي فينيتي عن قابلية التبادل (المتغيرات العشوائية القابلة للتبديل) - وهي أن الملاحظات المستقبلية يجب أن تتصرف مثل الملاحظات الماضية - لفتت انتباه العالم الناطق باللغة الإنجليزية من خلال ترجمة ورقته البحثية عام 1937 من الفرنسية، ومنذ ذلك الحين تم طرحه من قبل إحصائيين مثل سيمور جيسر. 